# Joseph Sargent
Joseph Sargent (właśc. Giuseppe Danielle Sorgente; ur. 22 lipca 1925 w Jersey City, zm. 22 grudnia 2014 w Malibu) – amerykański reżyser filmowy i telewizyjny oraz producent. Najbardziej znany jako twórca uznanego dreszczowca Długi postój na Park Avenue (1974). Czterokrotny laureat Primetime Emmy Award.
Zmarł 22 grudnia 2014 w swoim domu w Malibu na przewlekłą obturacyjną chorobę płuc.

## Wybrana filmografia

### Reżyser
- O jednego szpiega za dużo (1966)
- Szpieg w zielonym kapeluszu (1966)
- Piekło z bohaterami (1968)
- Projekt Forbina (1970)
- Porucznik Kojak i mordercy z Harlemu (1972; pilot serialu Kojak)
- Biała błyskawica (1973)
- Długi postój na Park Avenue (1974)
- Generał MacArthur (1977)
- Koszmary (1983; inny tytuł – Nocne zmory)
- Straszliwy Joe Moran (1984)
- Szczęki 4: Zemsta (1987)
- Incydent (1991)
- Abraham (1993)
- Rodzina Sary. Skowronek (1993)
- Giganci drugiej wojny światowej (1994)
- Moja Antonia (1995)
- Chłopcy panny Evers (1997)
- Mandela i de Klerk (1997)
- Zbrodnia i kara (1998)
- Lekcja przed egzekucją (1999)
- Miłość lub ojczyzna. Historia Artura Sandovala (2000)
- Polowanie na czarownice (2002)
- Powstali z popiołów (2003)
- W rękach Boga (2004)
- Warm Springs (2005)
- Sybil (2007)
- Błoga cisza (2008)